# Salganea rufipes
Salganea rufipes är en kackerlacksart som beskrevs av Hanitsch 1933. Salganea rufipes ingår i släktet Salganea och familjen jättekackerlackor. Inga underarter finns listade i Catalogue of Life.